# Radio Trípoli Discos
Radio Trípoli Discos, a partir de 1992 Trípoli Discos, fue una compañía discográfica independiente de Argentina, fundada en 1988 por Sergio Fasanelli y Walter Kolm. 

## Trayectoria
Al comienzo, el sello Trípoli fue precursora de la segunda ola punk en Argentina de finales de los '80, impulsando a varios grupos a lanzar sus primeras grabaciones. Muchos grupos importantes de la escena rock argentino consiguieron sus primeras grabaciones oficiales, tales como Sentimiento Incontrolable, Massacre Palestina (hoy Massacre), Javier Calamaro, Los Auténticos Decadentes, Los Visitantes, Bersuit Vergarabat, Memphis la Blusera o Hermética, Perfectos Idiotas (hoy Karamelo Santo) y Comando Suicida, entre otros.
Trípoli llegó a ser el sello que le dio una nueva identidad a una cantidad de bandas que estaban transitando por el under de Buenos Aires de finales de los 80 y principios de los 90. Le brindó las posibilidades a muchas bandas, entre ellas Attaque 77 y Flema, de hacerse conocidas para luego despegar por su cuenta. Luego de la "explosión punk" a fines de la década de 1980, el sello se dedicó a producir a bandas de géneros diferentes y a publicar álbumes de músicos y bandas extranjeras.
El puntapié inicial, lo tomaron otros sellos independientes que sumarían a sus filas a muchas de las bandas promovidas por Trípoli inicialmente. El sello continuó editando discos de forma muy selecta de material que llegaba a través de sus productores artísticos.
En 1995 Trípoli Discos cerró sus puertas y todo el catálogo de masters fue vendido a DBN, la distribuidora que comercializaba los discos y que a partir de entonces se encargó de reeditarlos.

## Documental (2019)
Invasión 88, el álbum compilado de punk argentino, tiene su propio documental, titulado "Héroes del 88", dirigido por Luis Hitoshi Díaz. Se lanzó a comienzos del 2019 y fue estrenado en la edición 21º del festival BAFICI. A 30 años del lanzamiento del disco que lanzó a la fama a Attaque 77, el documental recolecta testimonios de los principales actores de la escena punk y under de la Argentina post-dictadura.

## Discografía
| Datos de lanzamiento | Título                                          | Intérprete                                            | Catálogo    |
| 1988                 | Invasión 88                                     | Varios Artistas (Recopilación de bandas punks)        | D-1001      |
| 1989                 | Dulce Navidad                                   | Attaque 77                                            | CPP-750     |
| 1989                 | Hermética                                       | Hermética                                             | CPP-751     |
| 1989                 | El milagro argentino                            | Los Auténticos Decadentes                             | CPP 752     |
| 1989                 | Alterando las divisiones                        | 2112                                                  | CPP 792     |
| 1990                 | Trixy                                           | Trixy                                                 | S 1991      |
| 1990                 | Reinará la tempestad                            | Horcas                                                | CCP 50.813  |
| 1990                 | Metal                                           | Varios Artistas (Recopilación de bandas heavy metal)  | CPP 815     |
| 1990                 | El cielo puede esperar                          | Attaque 77                                            |             |
| 1990                 | Intérpretes                                     | Hermética                                             |             |
| 1990                 | Inocente... Hasta que se demuestre lo contrario | Alvacast                                              |             |
| 1990                 | Memphis "La Blusera"                            | Memphis La Blusera                                    |             |
| 1991                 | Arise                                           | Sepultura                                             |             |
| 1991                 | Rabioso! la pesadilla recién comienza           | Attaque 77                                            |             |
| 1991                 | Ácido argentino                                 | Hermética                                             |             |
| 1991                 | Thrash                                          | Varios artistas (Recopilación de bandas thrash metal) |             |
| 1991                 | Fiesta Americana                                | Fiesta Americana                                      |             |
| 1991                 | No se rindan                                    | V8                                                    |             |
| 1991                 | Nena de Hiroshima                               | Todos tus muertos                                     |             |
| 1991                 | Caliente                                        | Divina Gloria                                         |             |
| 1991                 | Los Guarros                                     | Los Guarros                                           |             |
| 1992                 | Oíd mortales el grito sangrado                  | Horcas                                                |             |
| 1992                 | Ángeles caídos                                  | Attaque 77                                            |             |
| 1992                 | Tres huevos bajo tierra                         | Pachuco Cadáver                                       |             |
| 1992                 | Beneath the Remains                             | Sepultura                                             |             |
| 1992                 | Luchando por el metal                           | V8                                                    |             |
| 1992                 | Un paso más en la batalla                       | V8                                                    |             |
| 1992                 | El fin de los inicuos                           | V8                                                    |             |
| 1992                 | La Biblia en vivo                               | Vox Dei                                               | CPP/M 51129 |
| 1992                 | Mi forma de ser                                 | Teto Medina                                           |             |
| 1992                 | Blues local                                     | Pappo's Blues                                         |             |
| 1992                 | 17 Caramelos                                    | Martes Menta                                          |             |
| 1992                 | Y punto                                         | Bersuit Vergarabat                                    |             |
| 1992                 | Insectos                                        | Nada x nada                                           |             |
| 1992                 | Schizophrenia                                   | Sepultura                                             |             |
| 1992                 | El milagro argentino                            | Los Auténticos Decadentes                             |             |
| 1992                 | Fuera de sektor                                 | Los Violadores                                        |             |
| 1992                 | Y ahora qué pasa, eh?                           | Los Violadores                                        |             |
| 1992                 | Salud universal                                 | Los Visitantes                                        |             |
| 1992                 | ¡¡Aguante Brigada!!                             | Brigada cola                                          |             |
| 1993                 | Too Many Cooks                                  | Robert Cray                                           |             |
| 1993                 | Veneno                                          | Los Guarros                                           |             |
| 1993                 | Papeles por jugar                               | Insectos                                              |             |
| 1993                 | Locura general                                  | Gatos Sucios                                          |             |
| 1994                 | Acústico y Rock 'n' Roll                        | Los Guarros                                           |             |
| 1994                 | Memphis en vivo                                 | Memphis La Blusera                                    |             |
| 1994                 | Punto límite                                    | Gatos Sucios                                          |             |
| 1994                 | Víctimas del vaciamiento                        | Hermética                                             |             |
| 1994                 | Espiritango                                     | Los Visitantes                                        |             |
| 1994                 | Nunca tuve tanto Blues                          | Memphis La Blusera                                    |             |

## Galería

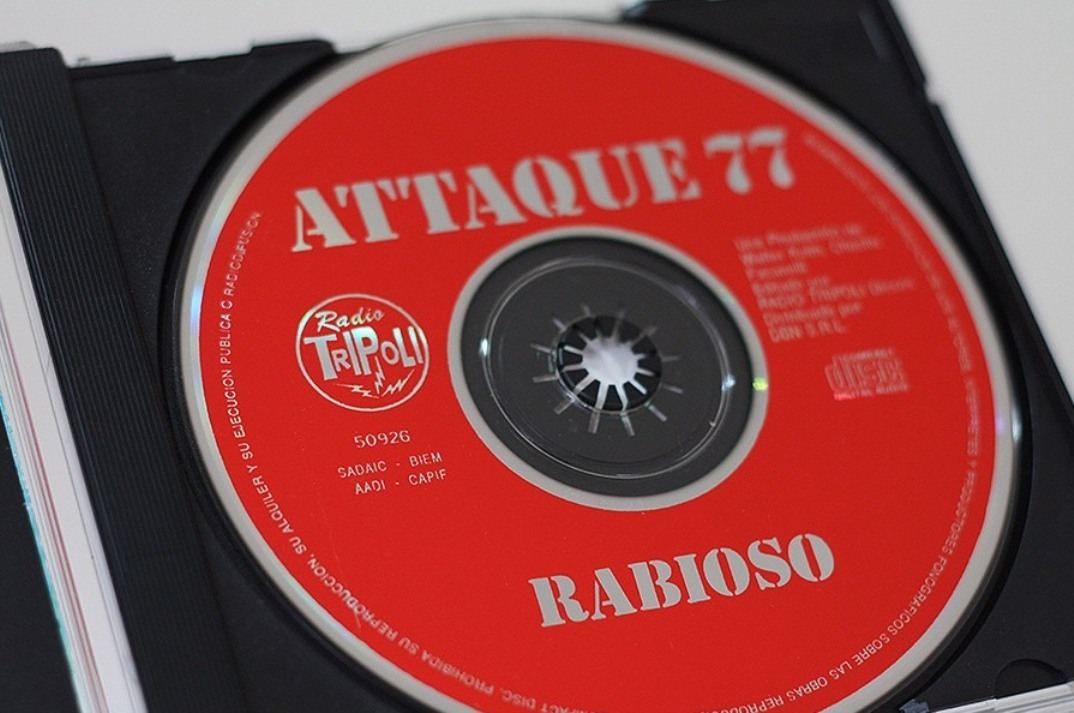
Attaque 77 Rabioso! 1ra Ed. 1991 Radio Trípoli
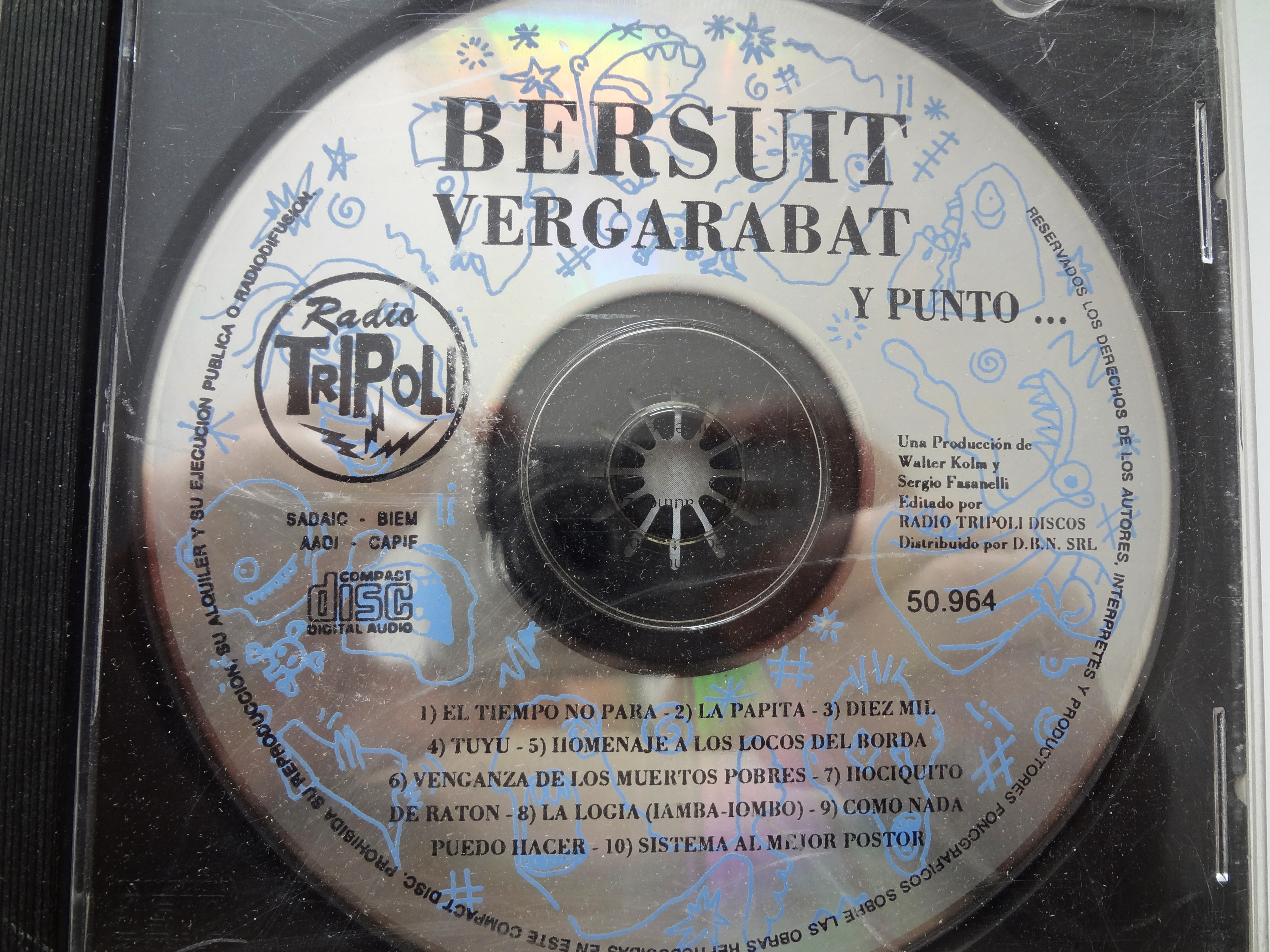
CD de Bersuit Vergarabat Y punto (1992)
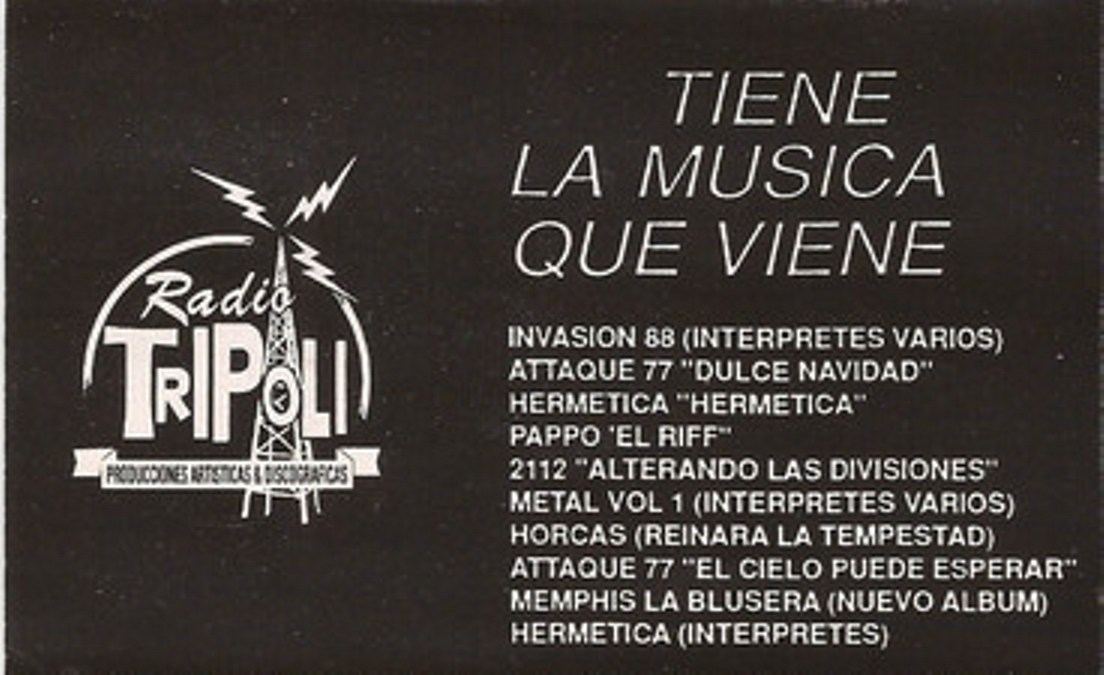
Tiene la música que viene